# Charles Vallin
Pour les articles homonymes, voir Vallin.
Charles Vallin, né le 7 juillet 1903 à Saint-Mihiel (Meuse) et mort le 13 avril 1948 à Alger, est un homme politique français, député du Parti social français (PSF) du colonel François de La Rocque, officier. Ayant rejoint la France libre en 1942, il participe aux campagnes de France et d'Allemagne.

## Biographie
Issu d'une famille catholique et neveu du père Teilhard de Chardin, Charles Vallin quitte l'Action Française lorsque celle-ci est condamnée par le Pape. Plus tard, il devient l'un des dirigeants du Parti social français ; le PSF du colonel François de la Rocque, un parti républicain, nationaliste et chrétien social.
Membre du comité exécutif et directeur de la propagande de ce parti, Charles Vallin est élu en novembre 1938 député PSF à Paris, dans le 9e arrondissement, lors d'une élection législative partielle à la suite du décès du pasteur Édouard Soulier, député de la Fédération républicaine. Son principal rival, le général Niessel, se désiste en sa faveur après le premier tour,. Il est ensuite désigné vice-président du PSF le mois suivant.
Combattant de la Campagne de France en 1940, il participe ensuite à diverses institutions du régime de Vichy, tout en pensant que, la guerre contre l'Allemagne n'étant pas achevée, la France doit gagner du temps. Charles Vallin arrive cependant à la conclusion que la priorité n'est pas la réforme de la France, mais sa libération. Il participe au Conseil de justice politique chargé d'estimer les responsabilités des dirigeants de la Troisième République ayant failli à leur tâche, il est membre du directoire de la Légion française des combattants, il est nommé au Conseil national et au conseil municipal de Paris.
En juillet 1942, tout en clamant sa fidélité au PSF, Charles Vallin rejoint la France libre, à l'initiative du résistant socialiste Pierre Brossolette qui cherche alors à attirer les membres du PSF vers le général de Gaulle et croit nécessaire de circonvenir ses chefs pour y arriver. Il arrive à Londres le 14 septembre et donne le 18 septembre une retentissante conférence de presse à la BBC aux côtés de Brossolette.
À Londres, n'étant pas un gaulliste de la première heure, il passe pour un suspect, aux yeux notamment des socialistes. La nouvelle est mal accueillie par l'ancienne classe politique, Daladier par exemple. Charles de Gaulle écrit pourtant dans ses Mémoires de guerre : « Vallin, naguère adepte du régime de Vichy, reniait maintenant son erreur. ce patriote ardent, cet apôtre de la tradition, se ralliait à moi de toute son âme ; il en exposait publiquement les raisons, puis allait prendre au combat le commandement d'une compagnie ». Il est envoyé pour une tournée de conférences en Afrique noire en novembre 1942 puis il est affecté au cabinet particulier du général de Gaulle, où il joue un rôle effacé de juin 1943 à mars 1944. En décembre 1943, il est, vraisemblablement ès qualités, membre du conseil d'administration de l'Union des évadés de France . Il ne peut faire partie de l'Assemblée constitutive d'Alger, malgré l'insistance de De Gaulle. Il rejoint donc l'armée, à sa demande, au sein du 3e zouave, de la 1re armée au sein de laquelle il combat, au débarquement de Provence, sur le Danube, puis à Sigmaringen. Sa bravoure dans les Vosges puis dans la campagne d'Allemagne lui a valu trois citations et la Légion d'honneur.
Malgré ses faits d’armes, il reste inéligible à la Libération. Le jury d'honneur a refusé de lever l'inéligibilité. Il participe néanmoins à diverses tentatives de regroupement des droites, notamment en créant l’Union patriotique républicaine, issue de mouvements de résistants, qui participe, au terme d'un laborieux processus d'unification, à la création du Parti républicain de la liberté.

En 1937, il adresse un discours aux femmes du PSF dans lequel il rejette la dialectique marxiste : 
Je vous dois un aveu qui pourra paraître maladroit devant une pareille assemblée : je ne suis pas féministe. Pourquoi ? Pour la même raison, sans doute, qui fait que je ne serai jamais socialiste. Il y a dans ces sortes de religion, dans ces caricatures de religion, un fanatisme, un exclusivisme, un sectarisme, qui font que la vérité devient erreur. […] La place à laquelle nous mettons la femme dans la société, le respect que nous lui vouons et, je puis bien le dire, le culte dont nous l’entourons nous détournent tout naturellement d’un féminisme grossier. Ce n’est point par la lutte des classes que l’on résoudra la question sociale. Or, c’est à une sorte de lutte des classes, opposant le « prolétariat » féminin au « capitalisme » masculin que le féminisme nous convie. Ce n’est pas ainsi que nous résoudrons le grand problème humain qui nous préoccupe ce soir. [La solution], ce n’est pas la lutte, c’est la collaboration et l’entraide. Ce n’est pas la haine, mais l’harmonie. 
Le PSF, héritier des Croix-de-Feu, est partisan du droit de vote pour les femmes, et soutient l'instauration d'un vote familial.

## Distinctions
Il est titulaire des décorations suivantes :
- Légion d'honneur
- Croix de guerre 1939-1945
- Médaille des évadés

## Hommage
Une place Charles-Vallin porte son nom à Paris (15e arrondissement).